# نور الدين عبد الله
نور الدين عبد الله هو سياسي وأكاديمي إندونيسي وهو الحاكم الثامن لسولاوسي الجنوبية ووصي على عرش ريجنسي بانتنغ بين عامي 2008 و2018.
ولد في باري باري، ودرس العلوم الزراعية في جامعة كيوشو باليابان ثم عاد إلى وطنه وأدار أعماله الخاصة وقام بالتدريس قبل أن يصبح وصيًا على عرش بانتنغ لفترتين. شهد وقته كوصي نمو اقتصادي كبير داخل الوصاية، بالإضافة إلى تحسينات في الصحة. في العام الأخير من ولايته الثانية شارك في انتخابات حاكم المقاطعة وفاز بها.

## حياة المبكرة
وُلد نور الدين في 7 فبراير 1963 كأكبر طفل من بين ستة إخوة. كان والده أندي عبد الله من أفراد القوات المسلحة الإندونيسية. نشأت والدته نواريني عبد الله من سوبنج. وادعى أنه من نسل ملوك البانتاينج على وجه التحديد، وأن جده كان الملك الخامس والثلاثين لبانتاينج.

## التعليم
ذهب إلى المدرسة الإعدادية سيكولاه مينينغا بيرتاما في مسقط رأسه في باري باري ، قبل أن يذهب إلى أوجونغ باندانغ لدراساته الثانوية العليا، وتخرج في عام 1986. واصل تعليمه في جامعة حسن الدين، ودرس الزراعة والغابات. بعد حصوله على البكالوريوس تابع دراسته في جامعة كيوشو في فوكوكا باليابان، وحصل على الماجستير والدكتوراه بحلول عام 1994.

## حياته المهنية
في عام 1997 عاد إلى جنوب سولاويزي وأنشأ شركة توكاي ماتيريال إندونيسيا والتي أعيدت تسميتها لاحقًا باسم شركة ماروكي الدولية لإنتاج خشب البوتسودان من الخشب للتصدير إلى اليابان في ماكاسار بمساعدة مستثمرين يابانيين. كما شغل منصب رئيس ومدير في ثلاث شركات يابانية أخرى.

### وصي العرش (2008-2018)
في عام 2008 ترشح نور الدين عبد الله مع أندي مستجاب في انتخابات الوصاية على ولاية بانتنغ. فاز الزوجان في الانتخابات بسهولة، حيث حصلوا على حوالي 46 في المائة من الأصوات في سباق مكون من أربعة أزواج حيث كانوا مدعومين من قبل 10 أحزاب سياسية. بعد النصر استقال نور الدين من منصبه التدريسي في جامعة حسن الدين ومن بي تي ماروكي إنترناسيونال. وأدى اليمين الدستورية في 6 أغسطس 2008.
عندما تولى منصبه كانت بنتانغ واحدًا من 199 منطقة في جميع أنحاء البلاد و13 في المقاطعة تم تصنيفها على أنها «غير مطورة». أنشأ نور الدين نظامًا للخدمات الصحية، بناءً على سيارات نيسان إلجراند المعدلة التي تلقاها كمساعدة من اليابان، والتي كان لها الفضل في الحد بشكل كبير من معدل وفيات الأمهات. من الناحية الاقتصادية شهد القطاع الزراعي في الوصاية زيادة كبيرة في غلات المحاصيل وتحسين التنويع في فترة ولايته. انخفضت نسبة البطالة من 12 إلى 2.3 في المائة، مع انخفاض الفقر المدقع من 21 إلى 5 في المائة. كما تم إنشاء منطقة صناعية تبلغ مساحتها 3.000 هكتار، والتي كان من المقرر أن تشمل مصهرًا لسبائك النيكل. ارتفع الدخل السنوي من 5 ملايين روبية إندونيسية إلى 27 مليون روبية إندونيسية في عام 2015. تأخر المصهر المذكور في تشغيله، مما تسبب في بعض الجدل حيث اتُهم نور الدين باستخدام افتتاحه (الملغي) كمقدمة حملة زائفة.
تنفيذ نظام ليلانغ جاباتان الذي استخدمه أيضًا رئيس بلدية سوراكارتا آنذاك والرئيس اللاحق جوكو ويدودو منذ عام 2009، فاز نور الدين بأربع جوائز أديبورا على التوالي بالإضافة إلى العديد من الجوائز الأخرى من وزارات الحكومة المركزية. أعيد انتخابه في عام 2013، وفاز بنسبة 84 بالمائة من الأصوات. انتهت ولايته الثانية في 15 أغسطس 2018.
كما تم تعيينه أستاذًا متفرغًا في جامعته في جامعة حسن الدين في نوفمبر 2017.

### محافظ (2018-)
في عام 2018 سجل اسمه لخوض انتخابات حاكم المقاطعة، وتنتهي فترة ولايته في نفس العام. تنافس مع آندي سوديرمان سليمان، الأخ الأصغر لوزير الزراعة عمران سليمان. بدعم من عدد كبير من الأحزاب السياسية الكبرى فاز في الانتخابات المكونة من أربعة مرشحين، ليحقق الفوز في 16 مقاطعة ومدينة داخل المقاطعة بإجمالي 1.867.303 صوتًا (43.87٪). أدى اليمين أمام الرئيس جوكو ويدودو في 5 سبتمبر 2018.
في 26 فبراير 2021 تم اعتقاله من قبل هيئة القضاء على الفساد.